# 27938 Guislain
27938 Guislain (tên chỉ định: 1997 JG16) là một tiểu hành tinh vành đai chính. Nó được phát hiện bởi Eric Walter Elst ở Đài thiên văn La Silla ở Chile ngày 3 tháng 5 năm 1997. Nó được đặt theo tên Joseph Guislain, một thầy thuốc và bác sĩ tâm thần nổi tiếng người Bỉ thế kỷ 19.